# Kriva Palanka
Kriva Palanka (macedón nyelven: Крива Паланка) egy város Észak-Macedóniában.

## Népesség
| Lakosok száma | 1967 | 2539 | 2844 | 4955 | 8860 | 11 271 | 11 166 | 14 558 | 13 481 |
|               | 1948 | 1953 | 1961 | 1971 | 1981 | 1991   | 1994   | 2002   | 2021   |

- 2002-ben Kriva Palanka városának 14 558 lakosa volt, akik közül 13 758 macedón (94,5%), 668 cigány, 88 szerb, 2 török, 2 vlach, 1 bosnyák és 39 egyéb.
- 2002-ben Kriva Palanka községnek 20 820 lakosa volt, akik közül 19 998 macedón (96,6%), 668 cigány, 103 szerb és 51 egyéb.

## A községhez tartozó települések
- Kriva Palanka
- Bisz (Kriva Palanka),
- Bastevo,
- Borovo (Kriva Palanka),
- Varoviste,
- Gabar,
- Golema Crcorija,
- Gradec (Kriva Palanka),
- Dlabocsica (Kriva Palanka),
- Dobrovnica,
- Drenye (Kriva Palanka),
- Drenak (Kriva Palanka),
- Duracska Reka,
- Zsidilovo,
- Kiszelica (Kriva Palanka),
- Konopnica (Kriva Palanka),
- Kosztur (Kriva Palanka),
- Kosari (Kriva Palanka),
- Krklya,
- Krsztov Dol,
- Lozanovo,
- Luke (Kriva Palanka),
- Mala Crcorija,
- Martinica,
- Metezsevo,
- Mozsdivnyak,
- Nerav,
- Ogut,
- Oszicse (Kriva Palanka),
- Podrzsi Kony,
- Sztanci (Kriva Palanka),
- Tilminci,
- Trnovo (Kriva Palanka),
- Uzem